# البواب الليلي (فلم)
البواب الليلي هو فيلم مثير للجدل 1974 للمخرج الإيطالي ليليانا كافاني، وبطولة ديرك بوجاردي وشارلوت رامبلينج. لا يزال الفيلم ممنوعا من العرض منذ 20 عامًا.

## الأدوار
يلعب ديرك بوجاردي دور شخصية ماكسيميليان ثيو ألدورفير، ضابط سابق في الوحدة الوقائية النازية، وشارلوت رامبلينج تلعب دور لوسيا أثرتون، أحد الناجين من معسكرات الاعتقال التي كانت على علاقة سادية غامضة مع ألدورفير.

## روابط خارجية
- مقالات تستعمل روابط فنية بلا صلة مع ويكي بيانات